# Pyrausta rubricalis
Pyrausta rubricalis is een vlinder van de familie van de grasmotten (Crambidae). De wetenschappelijke naam van deze soort is voor het eerst voorgesteld als Pyr. rubricalis (= Pyralis rubricalis) door Jacob Hübner in een publicatie uit 1796.
De soort komt voor in de oostelijke helft van de Verenigde Staten.